# Akodon juninensis
Akodon juninensis é uma espécie de roedor da família Cricetidae.
Apenas pode ser encontrada no Peru.